# Jean Thielment
Jean Thielment est un acteur français.

## Filmographie partielle

### Cinéma
- 1946 : 120, rue de la Gare de Jacques Daniel-Norman : Kimura
- 1951 : Le Cap de l'Espérance de Raymond Bernard : Hugo, le barman
- 1952 : Duel à Dakar de Georges Combret et Claude Orval : Charley
- 1952 : Drôle de noce de Léo Joannon : le receveur
- 1954 : La Reine Margot de Jean Dréville : l'aide du bourreau
- 1955 : Pas de coup dur pour Johnny d'Émile Roussel
- 1958 : Madame et son auto de Robert Vernay
- 1960 : Monsieur Suzuki de Robert Vernay : Monsieur Suzuki
- 1969 : Sous le signe du taureau de Gilles Grangier : le maître d'hôtel
- 1969 : Aux frais de la princesse de Roland Quignon : l'inspecteur principal
- 1972 : Un cave de Gilles Grangier

### Télévision
- 1974 : La Cloche tibétaine, épisode Le Cœur de la vieille Chine, de Serge Friedman et Michel Wyn
- 1974 : Les Enquêtes du commissaire Maigret, épisode : Maigret et la grande perche de Claude Barma